# Kiedy otwierają się drzwi życia
Kiedy otwierają się drzwi życia (tytuł oryginalny: Kur hapen dyert e jetës) – albański film fabularny z roku 1986 w reżyserii Rikarda Ljarji.

## Opis fabuły
Bardhyl jest młodym lekarzem, który otrzymuje nakaz pracy w małej wsi w górach. Nastawiona z rezerwą do niego miejscowa społeczność zaczyna go cenić, kiedy przeprowadza trudną operację w bardzo prymitywnych warunkach, bez odpowiednich narzędzi. Operacja kończy się sukcesem, a praca lekarza staje się wzorcem dla miejscowej młodzieży.
Zdjęcia do filmu realizowano w Fushë-Arrëz.

## Obsada[3]
- Petrit Malaj jako dr Bardhyl Kraja
- Reshat Arbana jako przewodniczący rady
- Valter Gjoni jako Luan Terzia
- Suela Konjari jako Mira
- Pranvera Lumani jako Vera
- Piro Malaveci jako kierowca Frrok
- Frederik Ndoci jako Lekë Gurakuqi
- Bep Shiroka jako ojciec Bardhyla
- Xhevahir Zeneli jako Kola
- Ndrek Shkjezi jako chory starzec
- Vasjan Lami jako Fatos
- Shpresa Bërdëllima jako Liza
- Kolë Kaftalli jako Martin Leka
- Antoneta Papapavli jako matka Lizy
- Marika Kallamata jako matka Bardhyla
- Anila Karaj jako siostra Bardhyla
- Merita Dabulla jako Tazja, żona przewodniczącego
- Ilia Shyti jako profesor
- Tatiana Leskja jako pracownica centrali telefonicznej
- Arben Subashi